# 今中麻貴
今中 麻貴（いまなか まき、1965年〈昭和40年〉6月13日 - ）は、女性のフリーアナウンサー。現在は圭三プロダクション所属。北海道小樽市出身。

## 来歴・人物
身長157cm、血液型A型。北海道小樽潮陵高等学校・藤女子短期大学国語文学科卒業。中学・高校でバレーボール部、大学でテニス部に所属。
1986年札幌テレビ放送にアナウンサーとして入社、1996年退社。その後は東京を拠点にフリーアナウンサーとして活動。

## 出演番組
- 通販王国テレビショッピング - 吉村明宏と組んで進行役を担当

## 過去の出演番組
- ズームイン!!朝!（STV時代）
- 朝6生ワイド（STV時代）
- サンデージャンボスペシャル（STV時代、ラジオ）
- 北海道young Hit 10（STV時代、ラジオ）
- ズームイン・サンデー（STV時代、ラジオ）
- 火曜サスペンス劇場「顔を隠す女～新聞記者殺人事件～」（福岡放送製作、STV時代）
- ジパングあさ6（日本テレビ）　リポーター
- 見ればなっとく!（TBSテレビ）　リポーター
- ズームイン!!サタデー（日本テレビ）　リポーター
- ズームイン!!SUPER（日本テレビ）リポーター

## 映画
- ガメラ2 レギオン襲来（1996年、大映）札幌地区リポーター